# Públio (assessor)
Públio (em latim: Publius) foi um oficial romano do século IV, ativo durante os anos da Tetrarquia. É mencionado como assessor do presidente (assessor praesidis) Basso 4 em Heracleia Perinto, na Trácia.